# Edward Bulwer-Lytton
Edward George Bulwer-Lytton [izg. búlvər lìtən], angleški pisatelj in politik, *25. maj 1803, London, † 18. januar 1873, Torquay, Združeno kraljestvo.

## Življenje in delo
Rodil se je kot tretji otrok v družini vojaškega generala. Lytton je njegov plemiški priimek, ki ga je prevzel od matere, ko je prevzel njeno posestvo. Leta 1822 se je vpisal na Trinity College v Cambridgeu. Po šolanju je potoval po Angliji in Škotski ter se posvetil politiki. Leta 1831 je postal član spodnjega doma poslanske zbornice, od leta 1858 do 1859 je bil minister za kolonije Britanskega imperija.
Že pri sedemnajsth letih je izdal delo Ismael, an Oriental tale, za njegov prvi uspeh pa veljata kriminalna romana Pelham in dogodivščine odličnega gospoda in Eugene Aram. Najbolj je zaslovel z zgodovinskimi romani: Poslednji dnevi Pompejev, Rienzi, zadnji tribunov (po romanu je Richard Wagner napisal opero), Zadnji baronov ter Harold, zadnji saksonskih kraljev. Pisal je še igre, članke, Eseje, kritike, politične spise,  pesmi in prevajal. Njegova dela spadajo k viktorijanski literaturi, gre za romaneskne žanre visoke družbe, zločina in skrivnosti. Roman The Coming Race je ena prvih znanstvenofantastičnih pripovedi, roman o rožnem križarju Zanoni pa prinaša temo okultnega.
Leta 1827 se je poročil z Rosino Doyle Wheeler, s katero sta imela hčerko Elizabeth Bulwer-Lytton, ki je postala pisateljica, in sina Roberta Bulwer-Lyttona, ki je leta 1876 postal generalni guverner in podkralj Indije. Z Rosino sta se razšla leta 1833, leta 1836 pa sta se uradno ločila. Proti svoji želji je bil pokopan v Westminstrski opatiji.
Stavek »It was a dark and stormy night ...« iz nekega njegovega romana je spodbudil tekmovanje za najslabši prvi stavek romana Bulwer-Lytton Fiction Contest.

## Bulwer-Lytton in Slovenci
Bulwer-Lyttona so najprej omenjali v nemškem časniku Laibacher Zeitung leta 1873, v slovenskem tisku pa prvič leta 1876 v Zori. V mariborski gimnaziji so ga leta 1884 prevajali v nemščino na maturitetnem preizkusu.
- Rienzi, zadnji tribunov: Zgodovinski roman ([Rienzi, Last of the Roman Tribunes], 1835) – Slovenski narod (1912) dLib
- Zadnji dnevi Pompeja: Zgodovinski roman ([The last days of Pompeii], 1834) – Glas naroda (1912) dLib

Poslednji dnevi Pompejev
Bulwer-Lyttona je za pisanje tega romana navdihnila slika ruskega slikarja Karla Brjulova, ki jo je videl v Milanu. Gre za vznemerljivo in arheološko natančno literarno rekonstrukcijo življenja v mestu pred izbruhom Vezuva in po njem leta 79 pr. n. št. Roman je v slovenščino prvič prevedel G. Potrato. V podlistku je izhajal leta 1912 v časopisu Glas naroda v New Yorku in leta 1921 v Slovencu. V knjižni obliki je izšel leta 1924, poslovenil ga je Andrej Gabršček.
Roman je doživel vrsto filmizacij: prvič ga je posnel italijanski režiser Luiggi Maggi leta 1908, iz leta 1913 sta dve verziji (M. Caserini, E. Vidali), iz leta 1926 pa še italijanska varianta (Carmine Gallone in Amleto Palermi). Kasneje so filme s to literarno podlago snemali tudi Američani (1935, 1948, 1959).